# 蘭韋爾普爾站

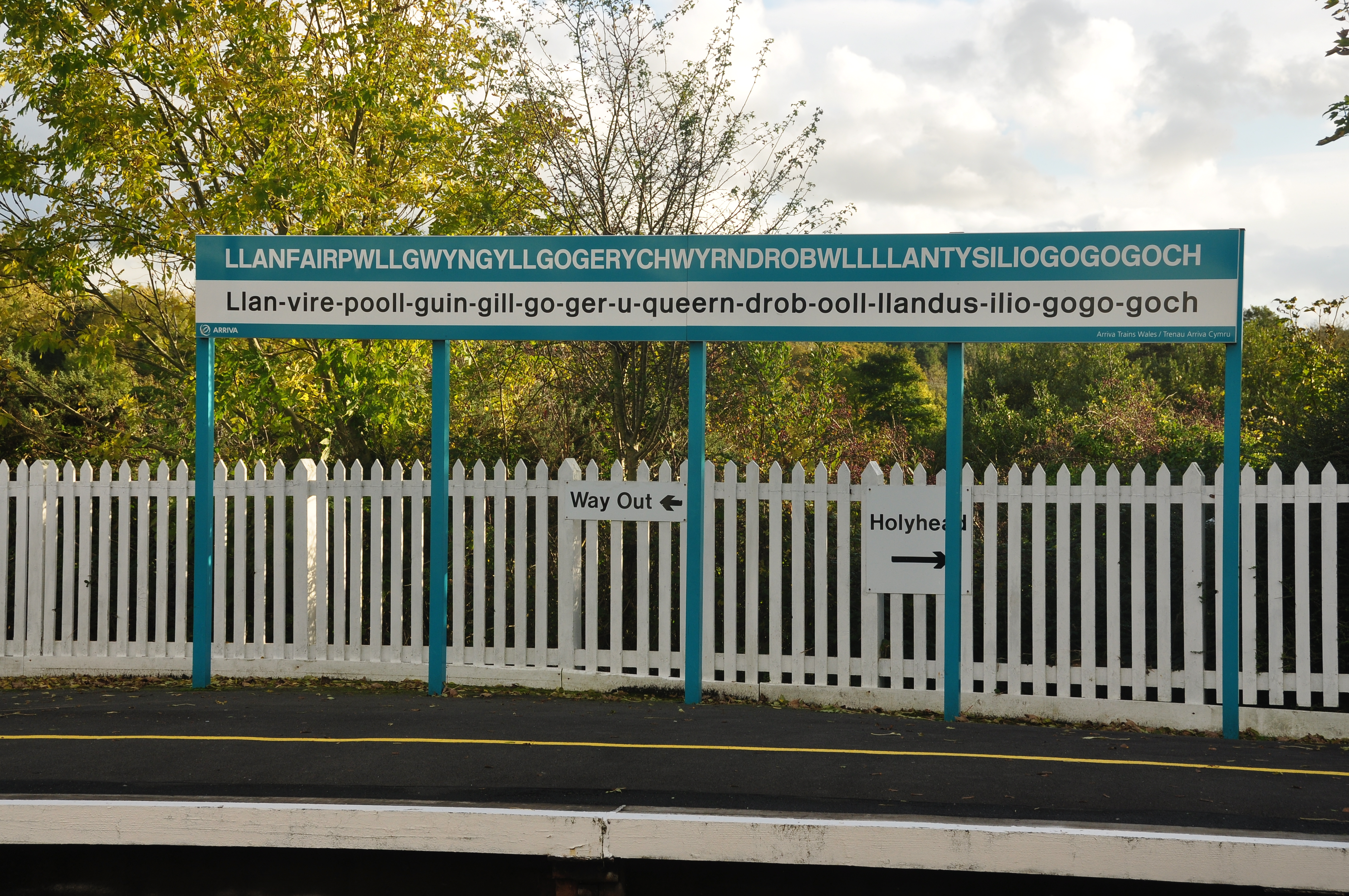
站牌的威爾斯語車站全名及以英文標示的大約讀音

蘭韋爾普爾古因吉爾戈格里惠爾恩德羅布爾蘭蒂西利奧戈戈戈赫站，是位於威爾斯北部村莊蘭韋爾普爾古因吉爾戈格里惠爾恩德羅布爾蘭蒂西利奧戈戈戈赫的鐵路車站，該車站所在地是英國最長的官方承認地名。官方文件均使用蘭韋爾普爾站（英語：Llanfairpwll railway station），但車站內的表示仍使用全名。啟用於1848年。